# Beweisung
Als Beweisung bezeichnet man ein Verfahrenselement der Gerichtsbarkeit aus dem späten Mittelalter. 
Die Beweisung stellt dabei eine „modernere“ Methode der Schuldigkeitsfindung dar, als der bis dahin in der mittelalterlichen Prozessordnung übliche, sogenannte Reinigungseid. Vor allem geht die Einführung der Beweisung auch auf die sogenannte Constitutio Criminalis Carolina von Kaiser Karl V. aus dem Jahre 1532 zurück, die als erstes allgemeines deutsches Strafgesetzbuch gilt.
Bei der Beweisung geht es dem Gericht vor allem darum, den Angeklagten durch die Aussage zweier glaubwürdiger Zeugen zu überführen, was „Beweisung“ genannt wird. Gleichwohl wurde jedoch immer ein Geständnis des Angeklagten, das sogenannte „Urgicht“, bevorzugt.
Problematisch wurde es dann, wenn es weder ein Geständnis gab, noch eine Beweisung stattfinden konnte, trotzdem aber dringender Tatverdacht bestand. Da ohne Geständnis der Angeklagte nicht verurteilt werden konnte, wurde daher in letzter Konsequenz das Geständnis erzwungen. Dies fand mittels der so genannten peinlichen Befragung statt: der Folter.